# Petra Lang
Petra Lang (* 29. November 1962 in Frankfurt am Main) ist eine deutsche Opern- und Konzertsängerin (Mezzosopran). Sie gilt als bedeutende Interpretin der Werke Richard Wagners und Gustav Mahlers.

## Leben

### Ausbildung und Wirken als Opernsängerin
Petra Lang schloss ein Violinstudium ab und studierte anschließend Gesang bei Gertie Charlent an der Akademie für Tonkunst Darmstadt und am Peter-Cornelius-Konservatorium  Mainz. Gleichzeitig besuchte sie die Opernschule bei Harro Dicks. Sie nahm außerdem an Meisterkursen bei Hans Hotter, Dietrich Fischer-Dieskau, Brigitte Fassbaender und Peter Schreier teil. Nach Beendigung des Studiums wurde sie 1989 nach einem Vorsingen zu einem Meisterkurs bei Ingrid Bjoner ans Opernstudio der Bayerischen Staatsoper in München verpflichtet. Lang studierte bei Ingrid Bjoner bis zu deren Tod im Jahr 2006. Von 2001 bis 2005 arbeitete sie mit Astrid Varnay an Wagner-Partien.
1990 wurde sie vom Theater Basel engagiert, sang 1991 an den Städtischen Bühnen Nürnberg und von 1992 bis 1995 am Theater Dortmund, wo sie sich zahlreiche Partien des  lyrischen Mezzosopran-Repertoires erarbeitete. Zudem war sie als Tamiri in Il Re Pastore an der Nederlandse Opera Amsterdam, als Virtu in L’Incoronazione di Poppea bei den Salzburger Festspielen, als Fenena in Nabucco bei den Bregenzer Festspielen und als Flora in La Traviata bei den Zürcher Festspielen zu hören.
In der Spielzeit 1994/95 wandte sie sich dem Werk Richard Wagners zu und sang ihre erste Waltraute (Götterdämmerung) und Fricka (Das Rheingold, Die Walküre) im Dortmunder Ring-Zyklus. Unter der Operndirektion von Brigitte Fassbaender sang sie am Staatstheater Braunschweig von 1995 bis 1997 die Brangäne (Tristan und Isolde), Judith (Herzog Blaubarts Burg), Marie (Wozzeck) und Eboli (Don Carlos).
Danach entschied sich Lang für eine freischaffende Tätigkeit und singt seitdem an den großen Bühnen dieser Welt, wie an der Mailänder Skala, am Royal Opera House, der Wiener Staatsoper, der Bayerischen Staatsoper, der Hamburger Staatsoper, der Deutschen Oper Berlin, der Semperoper, am Staatstheater Stuttgart, Grand Théâtre de Genève, Teatro San Carlo, Teatro La Fenice, Teatro Municipal di Santiago de Chile, San Diego Opera, Baltimore Opera, San Francisco Opera.
Bei den Bayreuther Festspielen 2005/2006 sang Lang die Brangäne in Tristan und Isolde, 2011 die Ortrud im Lohengrin von Hans Neuenfels und 2016 sowie 2017 die Rolle der Isolde. Zu ihrem Repertoire zählen außerdem u. a. Kundry, Venus, Waltraute, Sieglinde, Fricka, Brünnhilde sowie Amneris und Ariadne.

### Wirken als Konzert- und Liedersängerin
Neben ihrer Tätigkeit als Opernsängerin ist sie eine international gefragte Konzertsängerin, die vor allem für ihre sensible Interpretation der Werke Gustav Mahlers bekannt ist. Zu ihrem Repertoire gehören Wagners Wesendonck-Lieder, Berlioz’ Les nuits d'été, Bergs Sieben frühe Lieder und die Wozzeck-Fragmente, Schönbergs Lieder op. 8 und die Waldtaube in den Gurre-Liedern, die Iocasta in Strawinskys Oedipus Rex, Zemlinskys Maeterlinck-Gesänge, Sibelius, Duparc, Lalo, Strauss Orchester-Lieder, Beethovens IX. Symphonie und die Missa Solemnis.
Sie konzertiert mit renommierten Orchestern unter der Leitung von Claudio Abbado, Pierre Boulez, Semjon Bytschkow, Riccardo Chailly, M. W. Chung, Colin Davis, Christoph von Dohnányi, Charles Dutoit, Christoph Eschenbach, Iván Fischer, Bernard Haitink, Marek Janowski, Armin Jordan, Philippe Jordan, Zubin Mehta, Riccardo Muti, Jukka-Pekka Saraste, Wolfgang Sawallisch, Leif Segerstam, Simon Rattle, Donald Runnicles, Peter Schneider, Jeffrey Tate, Christian Thielemann, Silvio Varviso und Simone Young.
Ihr Liedrepertoire reicht von Franz Schubert bis Anton Webern. Sie arbeitet mit den Pianisten Adrian Baianu, Malcolm Martineau, Carmen Piazzini, Maurizio Pollini, Wolfram Rieger, Charles Spencer und Einar Steen-Nøkleberg zusammen. Stationen ihrer Liederabende sind u. a. Wigmore Hall, Concertgebouw Amsterdam, Schubertiade, Semperoper, La Scala, Carnegie-Weill Hall, Salle Pleyel und beim Edinburgh Festival.

### Pädagogische Tätigkeit
Lang arbeitet auch als Gesangspädagogin und gab Meisterkurse für die Mahler Society London, an der Kölner Musikhochschule, in Münster und gemeinsam mit Adrian Baianu in Münster und in London.

## Auszeichnungen
- 1991: 1. Preis Robert Stolz Wettbewerb Hamburg
- 1991: 1. Preis Internationaler Vocalisten Concours’s-Hertogenbosch
- 1992: 1. Preis Alexander Girardi Wettbewerb Coburg
- 2002: Preis der deutschen Schallplattenkritik
- 2002: Classical BRIT Awards  in der Kategorie „Critics Choice“
- 2002: Orphée d’Or de L’Academie du disque lyrique für die Interpretation der Cassandre in der Aufnahme von Berlioz’ Les Troyens unter Sir Colin Davis und dem LSO London
- 2002: Grammy Award in den Kategorien „beste Einspielung“ und „beste Interpretation“

## Diskografie (Auswahl)
- Bach Kantaten. John Eliot Gardinger, Petra Lang (Deutsche Grammophon; 1992)
- Mozart: Le Nozze die Figaro. Nikolaus Harnoncourt, Petra Lang (Cherubino), Concertgebouw Orchestra (Teldec; 1993)
- Bruckner: Te Deum. Enoch zu Guttenberg, Angela Maria Blasi, Petra Lang, Herbert Lippert,  (Sony; 1995)
- Richard Wagner: Tristan und Isolde. Eve Queler, Petra Lang (Brangäne), Opera Orchestra of New York (1997)
- Mahler: Symphony No. 2. Petra Lang, Heidi Grant Murphy, Dirigent: Andrew Litton, Dallas Symphony Orchestra and Chorus (DELOS; 1998)
- Rossini: Stabat Mater. Marcus Creed, Krassimira Stoyanova, Petra Lang, Bruce Fowler, Daniel Borowski, RIAS Kammerchor, Akademie für Alte Musik Berlin (Harmonia mundi; 1999)
- Beethoven: Symphonie Nr. 9. Philippe Herreweghe, Melanie Diener, Petra Lang, Endrik Wotrich, Dietrich Henschel, La Chapelle Royale, Collegium Vocale, Orchestre des Champs Elysées (Harmonia mundi; 1999)
- Berlioz: Les Troyens. Sir Colin Davis, London Symphony Orchestra, Ben Heppner, Michelle DeYoung, Petra Lang, Sara Mingardo, Peter Mattei, Stephen Milling, Kenneth Tarver. (LSO Live; 2001)
- Mahler: Symphonie No. 2 „Resurrection“. Riccardo Chailly, Melanie Diener, Petra Lang, Royal Concertgebouw Orchestra (Decca; 2002)
- Mahler: Symphonie No. 3. Riccardo Chailly, Petra Lang, Royal Concertgebouw Orchestra (Decca; 2003)
- Wagner: Tristan und Isolde. Christian Thielemann, Deborah Voigt, Thomas Moser, Petra Lang (Brangäne), Peter Weber, Robert Holl, Chor und Orchester der Wiener Staatsoper (Deutsche Grammophon; 2004)
- Songs By Great Conductors. Lieder von Hans v. Bülow, Bruno Walter & Clemens Krauss. Michael Volle, Petra Lang, Adrian Baianu (OehmsClassics; 2008)
- Richard Wagner: Lohengrin. Semyon Bychkov, Johan Botha, Adrianne Pieczonka, Petra Lang (Ortrud), Kwangchul Youn, Falk Struckmann, Eike Wilm Schulte, WDR Sinfonieorchester Köln (Hänssler; 2009)